# بيدرو رودريجيز فيلهو
بيدرو رودريغيز فيلهو (29 أكتوبر 1954 - 5 مارس 2023)، المعروف أيضًا باسم Pedrinho Matador القاتل ليل بيدرو، القاتل بيتي، أو ببساطة القاتل بيتي، كان قاتلًا متسلسلًا برازيليًا، وقاتلًا متهورًا، ويقظًا، ويوتيوبر معروفًا بملاحقة وقتل المجرمين المشتبه بهم حصريًا عندما كان مراهقًا، بين سن 14 و19 عامًا، ولا سيما عصابة بأكملها ردًا على مقتل صديقته الحامل. حُكم عليه رسميًا بتهمة ارتكاب 71 جريمة قتل، لكنه زعم أنه قتل أكثر من 100 من تجار المخدرات والمغتصبين والقاتلين، وقضى 34 عامًا في السجن قبل إطلاق سراحه في عام 2007. في عام 2011، سُجن رودريجيز مرة أخرى بتهمة التحريض على الشغب والحرمان من الحرية؛ وحُكم عليه بالسجن لمدة ثماني سنوات، لكن أُطلق سراحه مرة أخرى في عام 2018 بعد سبع سنوات لحسن سلوكه.
بعد إطلاق سراحه للمرة الثانية من السجن في عام 2018، أعلن إصلاحه لتصرفاته غير المشروعة التي أعلن عنها عندما كان شابًا والتزم بعدم ارتكاب المزيد من الجرائم. أصبح رودريجيز من المشاهير البرازيليين ومستخدمي اليوتيوب، حيث أنشأ قناة على اليوتيوب تسمى «Pedrinho EX Matador» حيث علق على الجرائم الحديثة بينما كان يثقف الجمهور بأن الأعمال الإجرامية ليست شيئًا يجب أن نفخر به.
بعد الإصدار الأولي المخطط لرودريجيز في عام 2003، بدأ المؤلف جيف ليندسي في نشر سلسلة روايات عن قاتل متسلسل أمريكي خيالي من القتلة مستوحى من رودريجيز يدعى ديكستر مورغان. أدى نجاح المسلسل، إلى جانب نجاح اقتباسه التلفزيوني عام 2006 وإحيائه عام 2021، إلى جذب اهتمام إعلامي واسع النطاق إلى رودريجيز، حيث أصبح معروفًا دوليًا بالتناوب باسم «دكستر البرازيلي» و«المعاقب الأمريكي الجنوبي» (بعد شخصية مارفل كومكس التي تحمل الاسم نفسه ).

## بداية حياته
ولد رودريغز في مزرعة في سانتا ريتا دو سابوكاي، جنوب ميناس جرايس. لقد أصيبت جمجمته بكدمات نتيجة قيام والده بركل بطن أمه الحامل أثناء شجار. وادعى أنه شعر بالحاجة إلى القتل لأول مرة في سن الثالثة عشرة - عندما دخل في شجار مع ابن عم أكبر سنًا، فدفع الشاب إلى معصرة قصب السكر، وكاد أن يقتله، وكان يفكر في تركه هناك ليموت قبل أن يقرر إنقاذه.

## موجة من الجرائم
في سن الرابعة عشرة، أطلق رودريجيز النار على نائب رئيس بلدية سانتا ريتا دو سابوكاي أمام مبنى البلدية لأنه طرد والده، حارس المدرسة، بسبب اتهامات بسرقة الطعام من مطبخ المدرسة، مما منعه من الحصول على وظيفة جديدة، قبل أن يطلق النار على حارس الأمن الذي اشتبه في أنه اللص الفعلي، باستخدام بندقية جده في كلا العمليتين. أثناء هروبه، لجأ رودريجيز إلى موجي داس كروزيز، منطقة ساو باولو الكبرى، حيث بدأ في سرقة أوكار المخدرات وقتل تجار المخدرات، مما جعله مشهورًا في وسائل الإعلام الإخبارية باعتباره الحارس «بيدرينهو ماتادور» (بيتر الصغير القاتل).
وسرعان ما التقى رودريجيز بماري أباريسيدا أوليمبيا، الملقبة ببوتينا، وبدأوا في العيش معًا. تولى رودريجيز مهام زوج بوتينا المتوفى، وهو تاجر مخدرات محلي. بسبب مكانه الجديد في عصابة الشوارع المحلية، سرعان ما «أُجبر» على القضاء على بعض المنافسين، مما أسفر عن مقتل ثلاثة من أصدقائه السابقين. أصبحت بوتينا حاملاً بطفله ولكن قتلت بعد ذلك بفترة وجيزة على يد زعيم عصابة منافسة. وبالرغم أنه ما زال قاصرًا، تمكن رودريجيز من الهروب، وبدأ في ارتكاب جرائم قتل انتقامية من خلال تعقب وقتل كل عضو في العصابة المنافسة.

## أول حكم بالسجن والإفراج
في 24 مايو 1973، وفي سن الثامنة عشرة، أُلقي القبض على رودريجيز لأول مرة، وعاش في السجن معظم سنوات بلوغه. وتُظهر سجلات الشرطة أنه نقل في إحدى المرات في سيارة مع سجين آخر، وكلاهما مكبل اليدين. أثناء النقل، قام رودريجيز بقتل السجين الآخر دون أن تلاحظ الشرطة. وعندما فتحوا باب السيارة ورأوا السجين الآخر ميتاً، قال رودريجيز إنه فعل ذلك لأن الرجل كان مغتصباً. على الرغم من الحكم عليه بالسجن لمدة 126 عامًا، كان من المقرر إطلاق سراحه في عام 2003 لأن القانون البرازيلي في ذلك الوقت كان يحظر على أي شخص قضاء أكثر من 30 عامًا خلف القضبان (عدل الحكم إلى 40 عامًا في عام 2019). بعد أن أمضى 34 عامًا في السجن، أُطلق سراح رودريجيز في 24 أبريل 2007، وقيل إنه انتقل إلى فورتاليزا في سيارا.

## الحكم الثاني بالسجن والإفراج
في 15 سبتمبر/أيلول 2011، ألقي القبض على رودريجيز في منزله الريفي في بالنياريو كامبوريو، حيث كان يعمل حارساً. حُكم عليه بالسجن لمدة ثماني سنوات بتهمة الشغب والحرمان من الحرية، والتي ارتكبها أثناء احتجازه في ساو باولو. إطلق سراحه لحسن سلوكه في 10 ديسمبر 2018، بعد سبع سنوات.

## مهنة اليوتيوب
بعد إطلاق سراحه للمرة الثانية من السجن في عام 2018 وبعد إعلانه اعتزاله العمل الخيري الذي أعلنه عندما كان شابًا والتزامه رسميًا بعدم ارتكاب أي جرائم أخرى، أصبح رودريجيز من مستخدمي YouTube، حيث أنشأ قناة على YouTube تسمى Pedrinho EX Matador، حيث علق على الجرائم الحديثة، وشن حملة ضد عنف العصابات، وحاول تعليم الجمهور عدم التفاخر بالأعمال الإجرامية.

## موته
في حوالي الساعة العاشرة صباحًا يوم 5 مارس 2023، قُتل رودريجيز بالرصاص حيث قام رجلين بإطلاق النار عليه من سيارة في موجي داس كروزيس، ثم فروا في سيارة أخرى. لم يقوموا بالقبض على أي مشتبه بهم.

## في الثقافة الشعبية
بعد إصداره المخطط له في عام 2003، كان رودريجيز هو الإلهام الرئيسي لدكستر مورغان، بطل الرواية المضاد لسلسلة كتب دكستر لعام 2004 التي كتبها جيف ليندسي، بالإضافة إلى المسلسل التلفزيوني المقتبس عام 2006 الذي يحمل نفس الاسم من تأليف جيمس مانوس جونيور، والذي صوره بشكل أساسي مايكل سي هول، الذي فاز بجائزة غولدن غلوب لأفضل ممثل في مسلسل تلفزيوني أو دراما وجائزة جمعية نقاد التلفزيون للإنجاز الفردي في الدراما ورشح خمس مرات لجائزة إيمي برايم تايم لأفضل ممثل رئيسي في مسلسل درامي لتصويره للشخصية، قبل إعادة تمثيل دوره كدكستر في المسلسل الإحيائي لعام 2021-22 ديكستر: دم جديد من تأليف كلايد فيليبس. أدى نجاح سلسلة الروايات وامتياز قناة Showtime التلفزيوني أيضًا إلى حصول رودريجيز على لقب إعلامي دولي جديد وهو «دكستر البرازيلي».
بسبب قائمة الجرائم وسلوكه في السجن، انضم رودريغيز إلى قائمة القتلة التي ذكرتها الكاتبة إيلانا كاسوي في كتاب القتلة المتسلسلين - صنع في البرازيل. يحكي المنشور قصص قتلة مثل مارسيلو كوستا دي أندرادي وفرانسيسكو دا كوستا روشا.